# クリーブランド・スパイダーズ

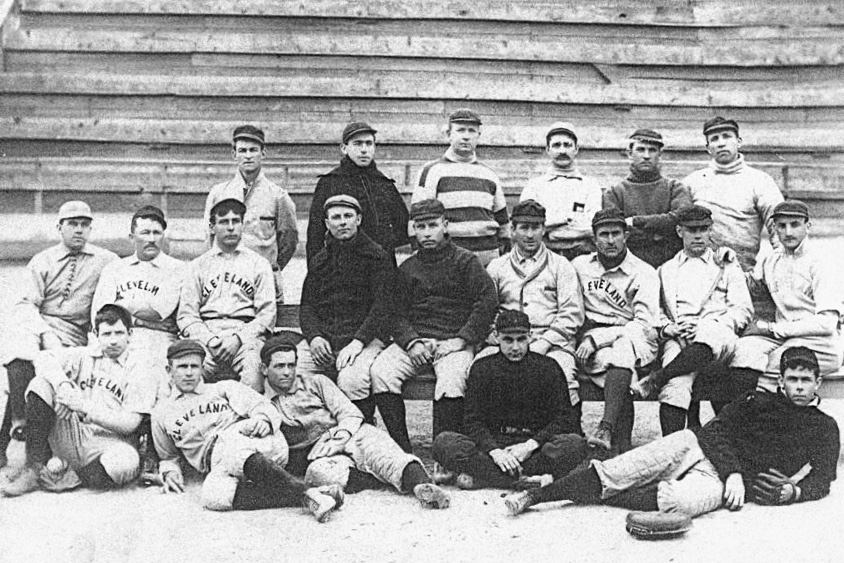
クリーブランド・スパイダーズ(1898年)

クリーブランド・スパイダーズ（Cleveland Spiders）は、アメリカ合衆国オハイオ州クリーブランドを本拠地としていたメジャーリーグベースボールの球団である。

## 球団史
1887年にクリーブランド・ブルースの名で結成され、アメリカン・アソシエーションに加盟。当初なかなか勝てず、大きく負け越すシーズンが2年続いた後、1889年にナショナルリーグに移り、クリーブランド・スパイダーズに改称。
チームの転機となったのは、1890年に大投手サイ・ヤングと契約した時である。ヤングはデビュー直後から桁外れの実力を発揮し、1892年にチームはシーズン通算93勝を上げプレーオフに初めて進出したが、ボストン・ビーンイーターズ（現アトランタ・ブレーブス）の前に屈した。その後チームはなかなか優勝に手が届かず。苛立ちを隠せなかったスパイダーズのオーナーらは1898年、セントルイス・ブラウンズのフランチャイズ権を取得し、セントルイス・パーフェクトズへと改名する。そしてヤングを始めとしたスパイダーズの主力選手を次々にパーフェクトズへ移籍させた。
主力選手を失ったスパイダーズは翌1899年はシーズン開始当初から低迷し、50敗にわずか62試合目で到達。MLB歴代2位の記録となる24連敗を喫するなど勝ち星に恵まれず、歴代最多敗戦記録となる20勝134敗（勝率.130）でシーズンを終え、同年限りでナショナルリーグを脱退して解散した。なお、スパイダーズから選手を引き抜いたパーフェクトズは後にセントルイス・カージナルスへと名前を変えることとなる。
またしても球団を失ったクリーブランドでは、1901年に新球団のクリーブランド・ブルズが創設された。当時のスター選手ナップ・ラジョイのチームであることを示すため、チーム名を「ナップス」に変更するなどした。ラジョイ移籍後の1914年、球団はかつてスパイダーズに在籍したインディアン初のメジャーリーガー、ルイス・ソカレキスを讃えるという理由で、チームの愛称をクリーブランド・インディアンスに変更した。

## 戦績
| 年度   | リーグ | 試合 | 勝利 | 敗戦 | 勝率 | 順位 | 監督                                  | 本拠地                  |
| ------ | ------ | ---- | ---- | ---- | ---- | ---- | ------------------------------------- | ----------------------- |
| 1887年 | AA     | 131  | 39   | 92   | .298 | 8位  | ジミー・ウィリアムズ                  | National League Park II |
| 1888年 | AA     | 132  | 50   | 82   | .379 | 6位  | ジミー・ウィリアムズ トム・ロフタス   | National League Park II |
| 1889年 | NL     | 133  | 61   | 72   | .459 | 6位  | トム・ロフタス                        | National League Park    |
| 1890年 | NL     | 133  | 61   | 72   | .459 | 7位  | ガス・シュメルツ ボブ・リードリー     | National League Park    |
| 1891年 | NL     | 139  | 65   | 74   | .468 | 5位  | ボブ・リードリー パスティ・ティビュー | League Park I           |
| 1892年 | NL     | 149  | 93   | 56   | .624 | 2位  | パスティ・ティビュー                  | League Park I           |
| 1893年 | NL     | 128  | 73   | 55   | .570 | 3位  | パスティ・ティビュー                  | League Park I           |
| 1894年 | NL     | 129  | 68   | 61   | .527 | 6位  | パスティ・ティビュー                  | League Park I           |
| 1895年 | NL     | 130  | 84   | 46   | .646 | 2位  | パスティ・ティビュー                  | League Park I           |
| 1896年 | NL     | 128  | 80   | 48   | .625 | 2位  | パスティ・ティビュー                  | League Park I           |
| 1897年 | NL     | 131  | 69   | 62   | .527 | 5位  | パスティ・ティビュー                  | League Park I           |
| 1898年 | NL     | 131  | 81   | 68   | .544 | 5位  | パスティ・ティビュー                  | League Park I           |
| 1899年 | NL     | 154  | 20   | 134  | .130 | 12位 | レイブ・クロス ジョー・クイン         | League Park I           |

## 所属した主な選手
- サイ・ヤング
- ジョン・クラークソン
- ジェシー・バーケット
- バック・ユーイング
- ボビー・ウォレス
- ジョージ・デイヴィス
- ルイス・ソカレキス

## 主な球団記録
打撃記録
- 最多安打数：2012（エド・マッキーン（英語版））
- 最多本塁打：64（エド・マッキーン）
- 最多打点数：1084（エド・マッキーン）
- 最多盗塁数：320（エド・マッキーン）

投手記録
- 最多勝利数：214（サイ・ヤング）
- 最多奪三振：1014（サイ・ヤング）